# Las Tumbas

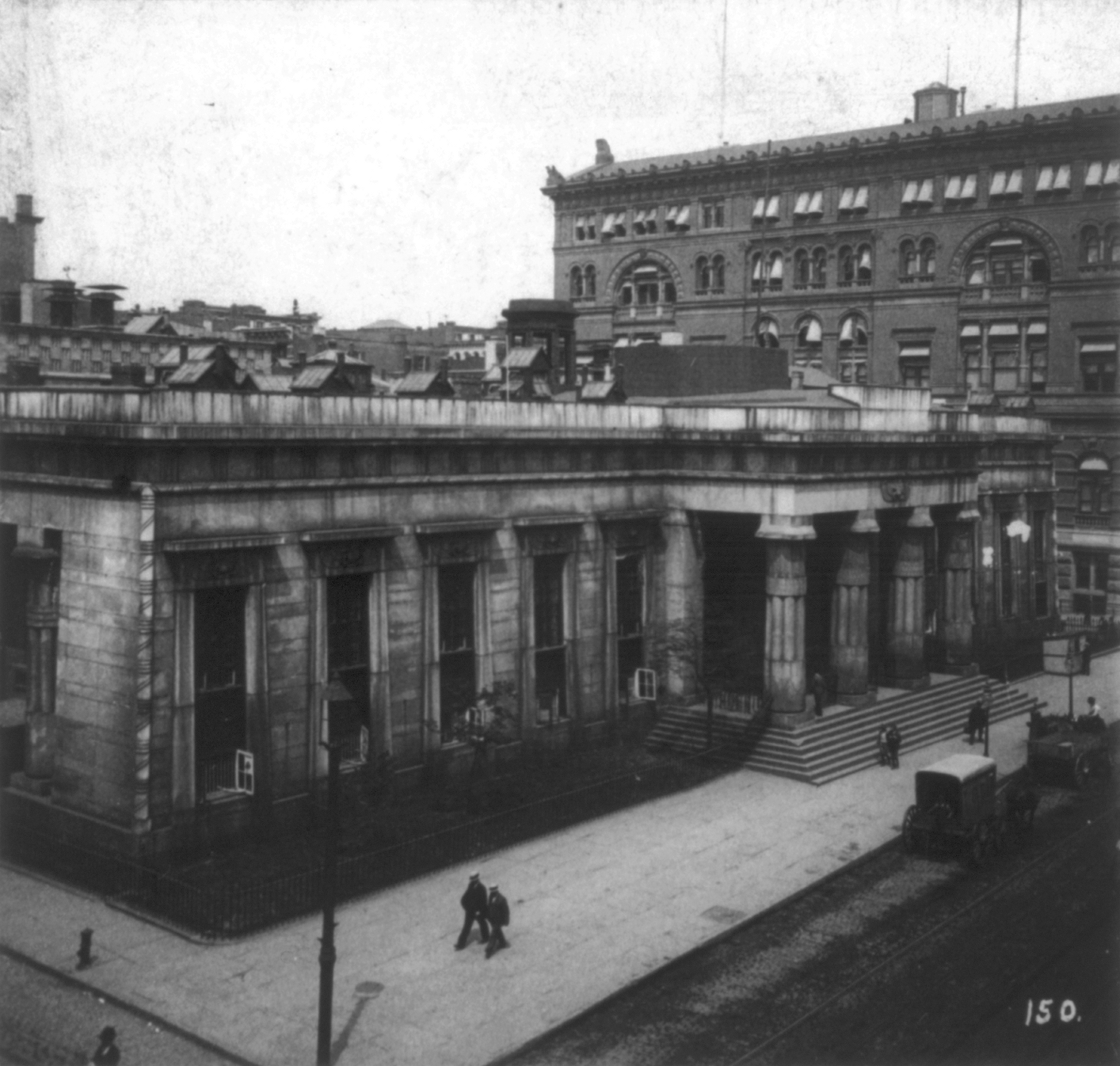
Edificio original de «Las Tumbas», en 1896.

«Las Tumbas» (The Tombs) es el nombre coloquial para el Complejo de Detención de Manhattan, una cárcel en el Lower Manhattan, en el Nº 125 de White Street, así como el nombre popular de una serie de cárceles del centro anterior. Este apodo ha sido utilizado por varias cárceles del sur de Manhattan.

## Un mausoleo para los vivos

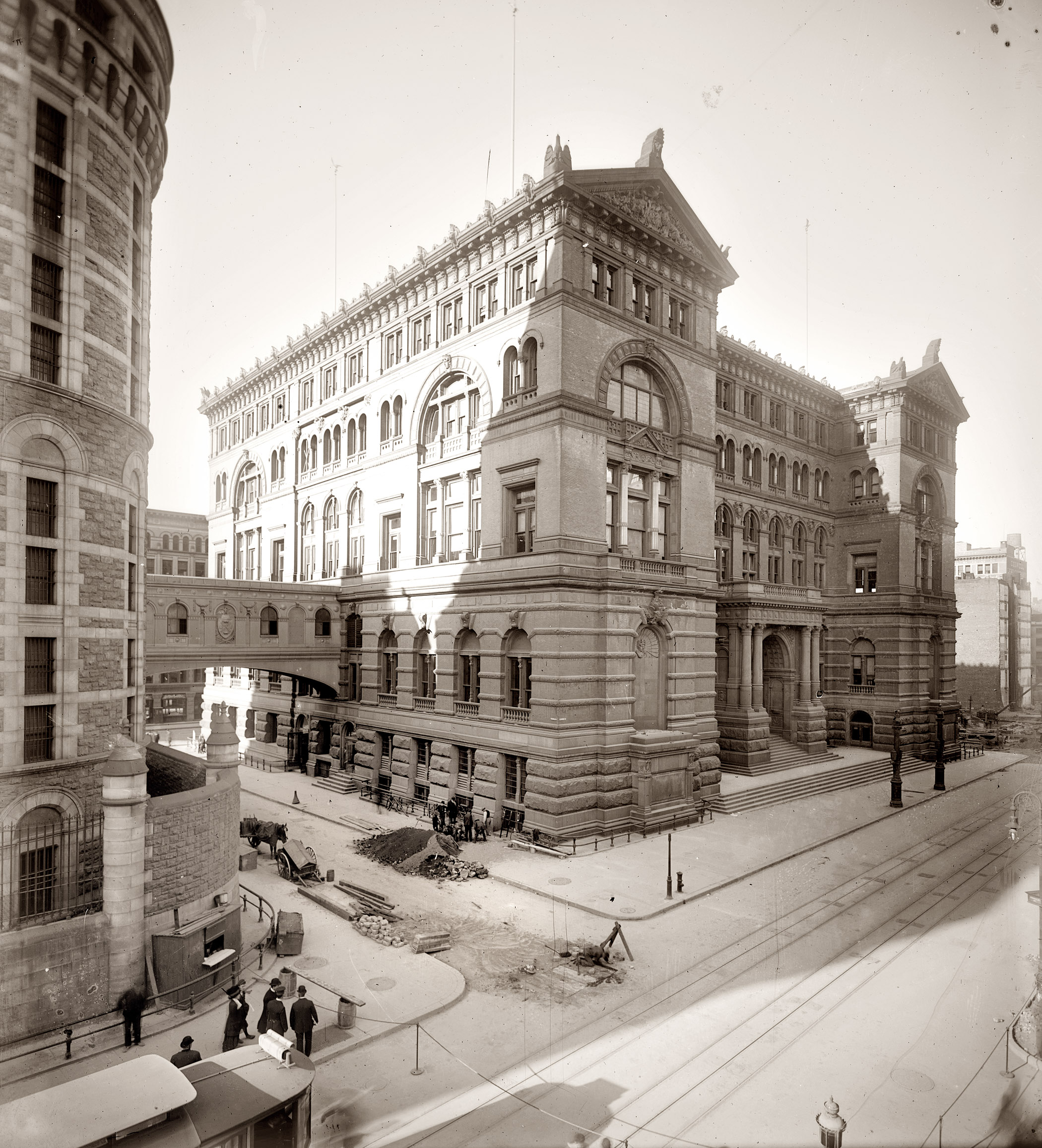
8 de noviembre de 1907. "Bridge of Sighs," (Puente de los suspiros), conectando la prisión de Las Tumbas, de 1902 (izquierda), con los Juzgados de lo Penal, de 1894 (derecha)

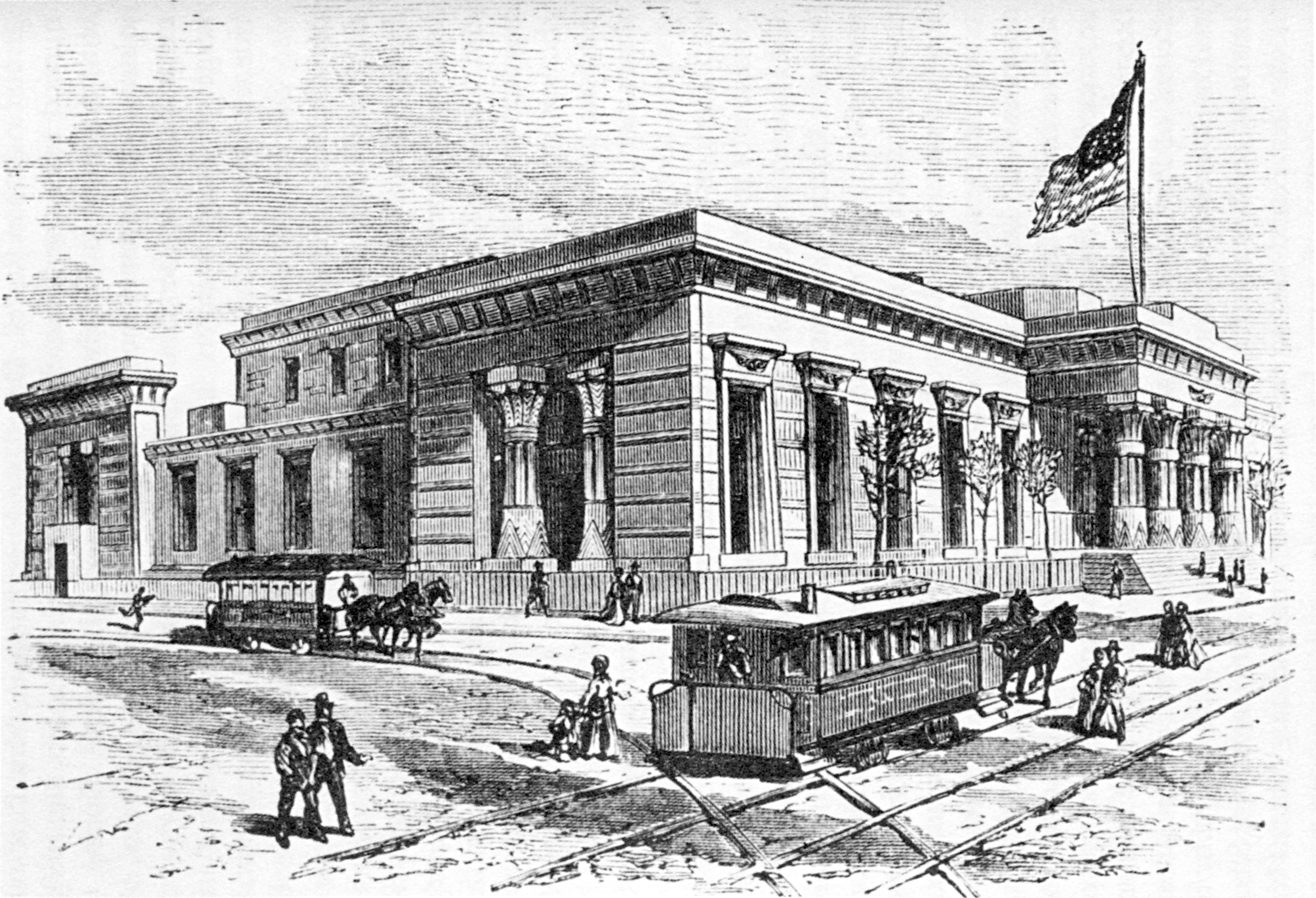
Primer edificio de «Las Tumbas» (1870)

El primer complejo que utilizó el apodo de «Las Tumbas» fue construido en 1838, diseñado por John Haviland. El diseño se basó en un grabado de un mausoleo del antiguo Egipto. El edificio inicialmente podía alojar a unos 300 reclusos. Ocupaba una manzana entera, rodeada por las calles Centre, Franklin, Elm (actual Lafayette), y Leonard.
El espacio donde se construyó el edificio había sido creado en 1811 por el relleno del Collect Pond, un pequeño lago de agua dulce que llegó a ser una fuente importante para la colonial ciudad de Nueva York. La industrialización y la densidad de población de finales del siglo XVIII dio lugar a la grave contaminación del lago, por lo que fue condenado, drenado y llenado. No obstante, el trabajo de relleno no se hizo bien, y en un lapso de menos de diez años la tierra comenzó a ceder.
Las condiciones pantanosas, y malolientes resultantes, llevaron a la rápida transformación de la zona en un barrio conocido como Five Points, al mismo tiempo que comenzaba la construcción de la cárcel, en 1838. La enorme y pesada mampostería de la construcción de Haviland fue construida sobre pilas verticales de gigantescos troncos de abetos atados, en un intento de conseguir estabilidad. A pesar de ello, toda la estructura comenzó a hundirse poco después de que fuera abierta. Esta base húmeda fue la principal responsable de su mala reputación como insalubre en las décadas que habían de venir.
Ya que también albergaba los tribunales de la ciudad, la policía y los centros de detención, el nombre más formal de «Las Tumbas» fue The New York Halls of Justice and House of Detention. Algunos lo consideraban como un ejemplo notable de la arquitectura de estilo egipcio en Estados Unidos, pero la opinión variaba mucho respecto a su mérito real. 
La prisión era bien conocida por su corrupción y estuvo involucrada en numerosos escándalos y fugas durante sus primeros años. En 1850, muchas personas apoyaban ya su destrucción.
El edificio original fue reemplazado en 1902 por uno nuevo, conectados por el «Bridge of Sighs» («Puente de los Suspiros») a los Juzgados de lo Penal, al otro lado de Franklin Street. Ese edificio fue sustituido en 1941 por otro, en el nº125 de White Street, llamado oficialmente Manhattan House of Detention, aunque todavía se conocía popularmente como «Las Tumbas».

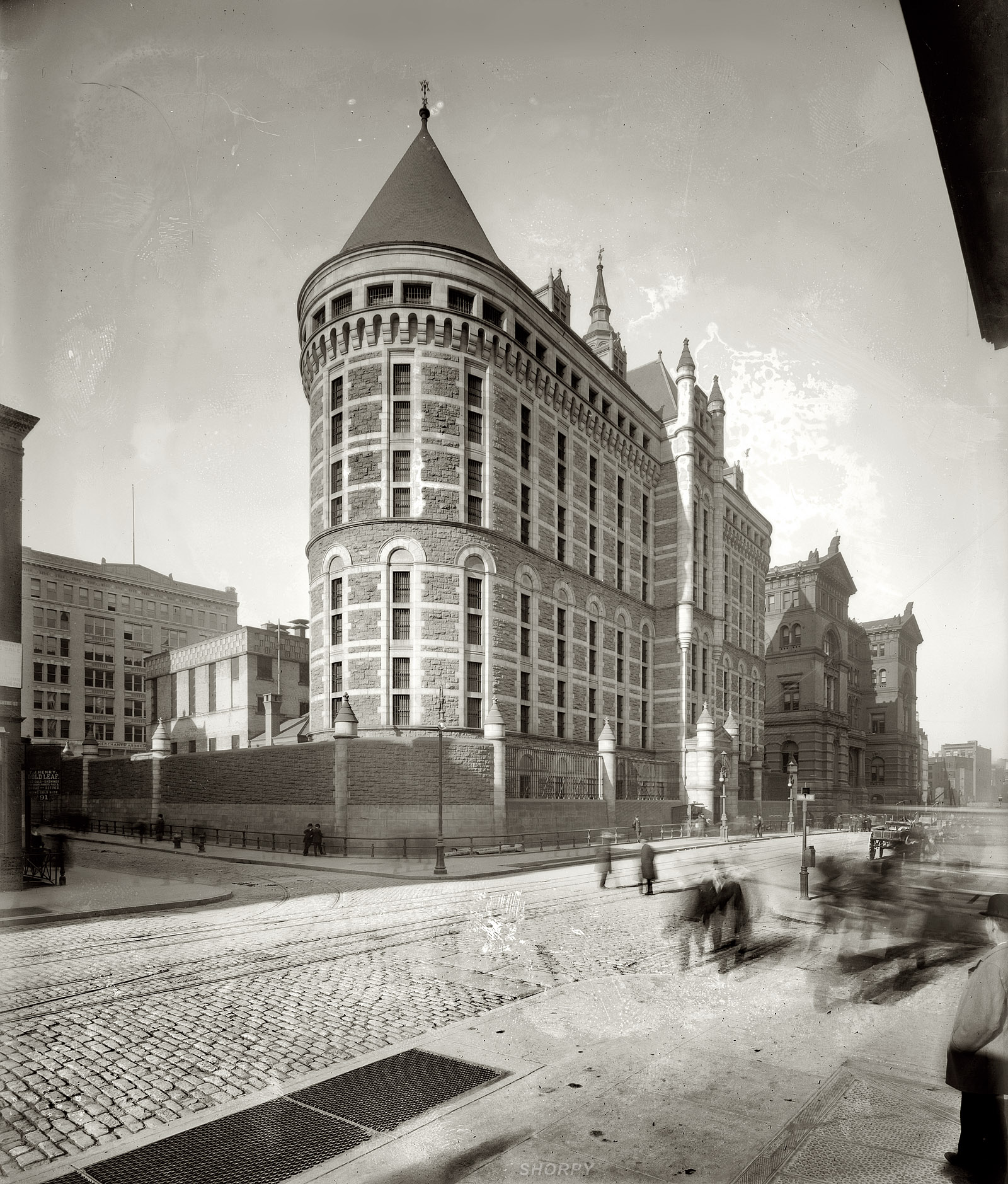
Segundo edificio de «Las Tumbas» (noviembre de 1907)

Parte de «Las Tumbas» se cerraron finalmente en 1974 por razones de seguridad y salud. Poco después, la estructura fue demolida y reemplazada por otro edificio. La actual cárcel está formada por dos edificios conectados por un puente peatonal, una torre de 381 camas que es la parte restante del edificio de 1941, en el nº100 de Centre Street (completamente remodelado en 1983), y una torre de 500 camas, al norte de ella, abierta en 1990.
La actual cárcel también fue renombrada como Bernard B. Kerik Complex, en diciembre de 2001, bajo la dirección del alcalde Rudolph Giuliani. Kerik era un muy buen visto comisario de policía, aunque en 2006, después de que él mismo admitiera que cometió dos violaciones éticas que databan de su mandato como un empleado de la ciudad, el alcalde Michael Bloomberg ordenó que su nombre se omitiese.